# Camponotus simulator
Camponotus simulator är en myrart som beskrevs av Auguste-Henri Forel 1915. Camponotus simulator ingår i släktet hästmyror, och familjen myror. Inga underarter finns listade.